# Krakowski Klub Modelarzy Kolejowych
Krakowski Klub Modelarzy Kolejowych - stowarzyszenie z siedzibą w Krakowie zrzeszające miłośników kolei, modelarstwa kolejowego oraz komunikacji miejskiej. Głównym celem stowarzyszenia jest popularyzowanie modelarstwa, ochrona zabytków oraz materiałów zawiązanych z pojazdami szynowymi.
Krakowski Klub Modelarzy Kolejowych został powołany w 1975 roku co czyni go najstarszą polską organizacją tego typu. Klub był także pierwszym w Polsce stowarzyszeniem zrzeszonym w międzynarodowym zrzeszeniu miłośników kolei (MOROP). Stowarzyszenie jest też członkiem Polskiego Związku Modelarzy Kolejowych.

## Społeczność klubowa
Do Klubu należy obecnie około 40 osób. Jego władze wybierane są na trzyletnią kadencję na walnym zgromadzeniu członków Klubu.

## Działalność Klubu
Krakowski Klub Modelarzy Kolejowych organizuje lub współorganizuje wiele spotkań i wydarzeń związanych z szeroko pojętym transportem publicznym. Członkowie sekcji modelarskiej Klubu wspólnie budują makietę modułową oraz regularnie organizują wystawy makiet i dioram kolejowych. Makiety i modele przygotowane przez Krakowskich Modelarzy wystawiane są też bardzo często na podobnych wystawach w kraju i za granicą. 
Stowarzyszenie jest aktywne w dziedzinie transportu miejskiego. Członkowie Klubu pomagają MPK Kraków przy remontach zabytkowych pojazdów komunikacji miejskiej. Wolontariusze z Klubu przy współpracy Zarządu Transportu Miejskiego oraz Miejskiego Przedsiębiorstwa Komunikacyjnego w Krakowie organizują co roku w okresie wakacyjnym Krakowską Linię Muzealną, na której trasę wyjeżdżają zabytkowe tramwaje, eksponowane normalnie w Muzeum Inżynierii Miejskiej w Krakowie. Klub organizuje również imprezy komunikacyjne w formie okolicznościowe przejazdów zabytkowymi pojazdami.
Klubu gromadzi również publikacje o tematyce kolejowej i modelarskiej. W zasobach biblioteki klubowej znajdują się liczne wydawnictwa dotyczące modelarstwa i historii kolei oraz archiwalne materiały i dokumentacja techniczna uratowana przed zniszczeniem.